# Ciąg główny

Zmiany rozmiarów gwiazd i barw ich fotosfer wraz z typem widmowym dla gwiazd ciągu głównego. Zmiany barwy od czerwieni ku błękitowi (od lewej do prawej) związane są ze wzrostem temperatury fotosfery.

Ciąg główny – pas przebiegający wzdłuż krzywej na diagramie Hertzsprunga-Russella, w którym zgrupowana jest większość gwiazd z okolic Słońca. Gwiazdy na niej położone nazywa się gwiazdami ciągu głównego lub karłami. Najpospolitsze z nich, a zarazem najchłodniejsze są czerwone karły.
Będąc na etapie ciągu głównego gwiazdy wypromieniowują energię z syntezy wodoru w hel w swoich wnętrzach. Proces ten jest bardzo wydajny energetycznie, wobec czego większość swojego życia gwiazdy spędzają właśnie na tym etapie. Ciąg główny nie jest wąską linią na diagramie, ale tworzy pas bez wyraźnych granic. Jest wiele powodów tego rozmycia, ale jednym z zasadniczych jest fakt, że masa gwiazdy nie jest jedynym parametrem determinującym jasność i temperaturę powierzchni gwiazdy. Gwiazda zmienia się nieco spalając wodór, a wyjęcie z ciągu głównego nie jest gwałtowne. Innymi parametrami wpływającymi stan gwiazdy są: pole magnetyczne, prędkość obrotowa gwiazdy, a przede wszystkim skład chemiczny (zawartość pierwiastków cięższych niż wodór i hel, określanych w astronomii mianem metali).
Astronomowie często odnoszą rozważania do ciągu głównego wieku zerowego (ZAMS, ang. Zero Age Main Sequence). Jest to linia otrzymywana z symulacji numerycznych dla gwiazdy, gdy zaczyna ona proces spalania wodoru.
Słońce jest gwiazdą ciągu głównego już od około 5 miliardów lat i będzie na nim przebywać jeszcze drugie tyle. Gdy wodór w jądrze zostanie wypalony, gwiazda powiększy się i stanie się na pewien czas czerwonym olbrzymem.